# Premier district congressionnel de l'Alabama
Le premier district congressionnel d'Alabama est une circonscription électorale de l'Alabama, aux États-Unis, qui élit un représentant au Congrès des États-Unis.
Il est formé de la totalité des comtés de Baldwin, Coffee, Covington, Dale, Escambia, Geneva, Henry et Houston, ainsi que d'une partie de celui de Mobile. La plus grande ville du district est Mobile.
Il est représenté par le républicain Barry Moore depuis 2025.

## Histoire
Le territoire du district est demeuré longtemps localisé dans l'extrémité sud-ouest de l'État, autour de la ville de Mobile, au nord le long des rivières Tombigbee et Alabama. Depuis 2025, il forme une bande de territoire occupant tout le sud de l'État, le long de la frontière avec la Floride.
Politiquement, cette zone de l'Alabama a été une des premières à abandonner ses racines démocrates. Elle a été l'un des cinq districts à passer du côté républicain en 1964, quand Barry Goldwater a fait basculer l'État. Le Parti Rrépublicain conserve le district pendant chaque élection de la Chambre depuis lors, généralement avec une grande marge ; en effet, un seul démocrate a réussi à obtenir 40 % des votes depuis que le Parti républicain tient le district. Cependant, les démocrates conservateurs ont continué de tenir la majorité des postes au niveau de l'État et au niveau local jusque dans les années 1990.
Il a voté pour George W. Bush avec 60 % des voix en 2000, et 64 % en 2004. En 2008, John McCain a reçu 61 % dans le district alors que 38,38 % ont voté pour Barack Obama.
Chaque représentant à Washington D.C est demeuré en fonction pendant de longues périodes. Seulement dix hommes ont représenté le district au Congrès depuis 1897, dont seulement trois pendant moins de dix ans.

## Historique des votes
| Année | Poste                  | Résultats                     |
| ----- | ---------------------- | ----------------------------- |
| 2000  | Président              | Bush 60 % - 38 %              |
| 2004  | Président              | Bush 64 % - 35 %              |
| 2008  | Président              | McCain 61 % - 39 %            |
| 2012  | Président              | Romney 62 % - 37 %            |
| 2016  | Président              | Trump 64 % - 34 %             |
| 2016  | Sénat                  | Shelby 65,3 % - 34,5 %        |
| 2017  | Sénat (Spécial)        | Moore 50,1 % - 48,2 %         |
| 2018  | Gouverneur             | Ivey 60,6 % - 39,3 %          |
| 2018  | Lt. Gouverneur         | Ainsworth 62,3 % - 37,6 %     |
| 2018  | Ministre de la Justice | Marshall (en) 59,7 % - 40,2 % |
| 2020  | Président              | Trump 64 % - 35 %             |
| 2020  | Sénat                  | Tuberville 60,9 % - 39 %      |

## Liste des représentants du district
| Membre                                                       | Parti                                                        | Années                            | Congrès     | Histoire électorale | District, emplacement et carte                                                                        |
| ------------------------------------------------------------ | ------------------------------------------------------------ | --------------------------------- | ----------- | --- | --- |
| District créé le 4 mars 1823.                                |                                                              |                                   |             | | |
| Gabriel Moore                                                | Républicain-démocrate                                        | 4 mars 1823 - 3 mars 1825         | 18e - 20e   | Redécoupage du district at-large et réélu en 1823. Réélu en 1825. Retrait. | 1823–1833 District Nord : Comtés de Decatur (en), Jackson, Lauderdale, Lawrence, Limestone et Madison |
| Gabriel Moore                                                | Jacksonien (en)                                              | 4 mars 1825 - 3 mars 1829         | 18e - 20e   | Redécoupage du district at-large et réélu en 1823. Réélu en 1825. Retrait. | 1823–1833 District Nord : Comtés de Decatur (en), Jackson, Lauderdale, Lawrence, Limestone et Madison |
| Clement Comer Clay                                           | Jacksonien (en)                                              | 4 mars 1829 - 3 mars 1835         | 21e - 23e   | Élu en 1829. Réélu en 1831. Réélu en 1833. Retrait pour se présenter comme gouverneur. | 1823–1833 District Nord : Comtés de Decatur (en), Jackson, Lauderdale, Lawrence, Limestone et Madison |
| Clement Comer Clay                                           | Jacksonien (en)                                              | 4 mars 1829 - 3 mars 1835         | 21e - 23e   | Élu en 1829. Réélu en 1831. Réélu en 1833. Retrait pour se présenter comme gouverneur. | 1833–1841                                                                                             |
| Reuben Chapman                                               | Jacksonien (en)                                              | 4 mars 1835 - 3 mars 1837         | 24e - 26e   | Élu en 1835. Réélu en 1837. Réélu en 1839. Redécoupage vers le district at-large. | |
| Reuben Chapman                                               | Démocrate                                                    | 4 mars 1837 - 3 mars 1841         | 24e - 26e   | Élu en 1835. Réélu en 1837. Réélu en 1839. Redécoupage vers le district at-large. | |
| District inactif                                             | District inactif                                             | 4 mars 1837 - 3 mars 1841         | 27e         | | |
| James Dellet (en)                                            | Whig                                                         | 4 mars 1843 - 3 mars 1845         | 28e         | Élu en 1843. Retrait. | 1843–1855                                                                                             |
| Edmund Strother Dargan (en)                                  | Démocrate                                                    | 4 mars 1845 - 3 mars 1847         | 29e         | Élu en 1845. Retrait. | 1843–1855                                                                                             |
| John Gayle                                                   | Whig                                                         | 4 mars 1847 - 3 mars 1849         | 30e         | Élu en 1847. Retrait. | 1843–1855                                                                                             |
| William J. Alston (en)                                       | Whig                                                         | 4 mars 1849 - 3 mars 1851         | 31e         | Élu en 1849. Retrait. | 1843–1855                                                                                             |
| John Bragg (en)                                              | Démocrate                                                    | 4 mars 1851 - 3 mars 1853         | 32e         | Élu en 1851. Retrait. | 1843–1855                                                                                             |
| Philip Phillips (en)                                         | Démocrate                                                    | 4 mars 1853 - 3 mars 1855         | 33e         | Élu en 1853. Retrait. | 1843–1855                                                                                             |
| Percy Walker (en)                                            | Know Nothing                                                 | 4 mars 1855 - 3 mars 1857         | 34e         | Élu en 1855. Retrait. | 1855–1863                                                                                             |
| James Adams Stallworth (en)                                  | Démocrate                                                    | 4 mars 1857 - 12 janvier 1861     | 35e , 36e   | Élu en 1857. Réélu en 1859. Démission en raison de la guerre de Sécession. | 1855–1863                                                                                             |
| Vacant                                                       | Vacant                                                       | 12 janvier 1861 - 22 juillet 1868 | 36e - 40e   | Guerre de Sécession et Reconstruction | Guerre de Sécession et Reconstruction                                                                 |
| Francis William Kellogg (en)                                 | Républicain                                                  | 22 juillet 1868 - 3 mars 1869     | 40e         | Élu en 1868 pour finir le mandat précédent. Retrait. | 1863–1873                                                                                             |
| Alfred Eliab Buck (en)                                       | Républicain                                                  | 4 mars 1869 - 3 mars 1871         | 41e         | Élu en 1868. Retrait. | 1863–1873                                                                                             |
| Benjamin S. Turner (en)                                      | Républicain                                                  | 4 mars 1871 - 3 mars 1873         | 42e         | Élu en 1870. Perd sa réélection. | 1863–1873                                                                                             |
| Frederick George Bromberg (en)                               | Républicain-Libéral                                          | 4 mars 1873 - 3 mars 1875         | 43e         | Élu en 1872. Perd sa réélection. | 1873–1877                                                                                             |
| Jeremiah Haralson (en)                                       | Républicain                                                  | 4 mars 1875 - 3 mars 1877         | 44e         | Élu en 1874. Redécoupage vers le 4e district et perd sa réélection. | 1873–1877                                                                                             |
| James T. Jones (en)                                          | Démocrate                                                    | 4 mars 1877 - 3 mars 1879         | 45e         | Élu en 1876. Perd sa renomination. | 1877–1933                                                                                             |
| Thomas H. Herndon (en)                                       | Démocrate                                                    | 4 mars 1879 - 28 mars 1883        | 46e - 48e   | Élu en 1878. Réélu en 1880. Réélu en 1882. Mort en fonction. | 1877–1933                                                                                             |
| Vacant                                                       | Vacant                                                       | 28 mars 1883 - 3 décembre 1883    | 48e         | | 1877–1933                                                                                             |
| James T. Jones (en)                                          | Démocrate                                                    | 3 décembre 1883 - 3 mars 1889     | 48e - 50e   | Élu pour finir le mandant de Herndon. Réélu en 1884. Réélu en 1886. Retrait. | 1877–1933                                                                                             |
| Richard Henry Clarke (en)                                    | Démocrate                                                    | 4 mars 1889 - 3 mars 1897         | 51e - 54e   | Élu en 1888. Réélu en 1890. Réélu en 1892. Réélu en 1894. Retrait pour se présenter comme gouverneur. | 1877–1933                                                                                             |
| George W. Taylor (en)                                        | Démocrate                                                    | 4 mars 1897 - 3 mars 1915         | 55e - 63e   | Élu en 1896. Réélu en 1898. Réélu en 1900. Réélu en 1902. Réélu en 1904. Réélu en 1906. Réélu en 1908. Réélu en 1910. Réélu en 1912. Retrait. | 1877–1933                                                                                             |
| Oscar Lee (en)                                               | Démocrate                                                    | 4 mars 1915 - 3 mars 1919         | 64e, 65e    | Élu en 1914. Réélu en 1916. Retrait. | 1877–1933                                                                                             |
| John McDuffie (en)                                           | Démocrate                                                    | 4 mars 1919 - 2 mars 1935         | 66e - 74e   | Élu en 1918. Réélu en 1920. Réélu en 1922. Réélu en 1924. Réélu en 1926. Réélu en 1928. Réélu en 1930. Réélu en 1932. Réélu en 1934. Démission pour devenir juge du district Sud de l'Alabama. | 1877–1933                                                                                             |
| John McDuffie (en)                                           | Démocrate                                                    | 4 mars 1919 - 2 mars 1935         | 66e - 74e   | Élu en 1918. Réélu en 1920. Réélu en 1922. Réélu en 1924. Réélu en 1926. Réélu en 1928. Réélu en 1930. Réélu en 1932. Réélu en 1934. Démission pour devenir juge du district Sud de l'Alabama. | 1933–1963                                                                                             |
| Vacant                                                       | Vacant                                                       | 2 mars 1935 - 30 juillet 1935     | 74e         | | |
| Frank W. Boykin (en)                                         | Démocrate                                                    | 30 juillet 1935 - 3 janvier 1963  | 75e - 87e   | Élu pour finir le mandat de McDuffie. Réélu en 1936. Réélu en 1938. Réélu en 1940. Réélu en 1942. Réélu en 1944. Réélu en 1946. Réélu en 1948. Réélu en 1950. Réélu en 1952. Réélu en 1954. Réélu en 1956. Réélu en 1958. Réélu en 1960. Redécoupage vers le district at-large et perd sa désignation comme candidat. | |
| District inactif, tous les représentants sont élus at-large. | District inactif, tous les représentants sont élus at-large. | 3 janvier 1963 - 3 janvier 1965   | 88e         | | |
| Jack Edwards (en)                                            | Républicain                                                  | 3 janvier 1965 - 3 janvier 1985   | 89e - 98e   | Élu en 1964. Réélu en 1966. Réélu en 1968. Réélu en 1970. Réélu en 1972. Réélu en 1974. Réélu en 1976. Réélu en 1978. Réélu en 1980. Réélu en 1982. Retrait. | 1965–1983                                                                                             |
| Jack Edwards (en)                                            | Républicain                                                  | 3 janvier 1965 - 3 janvier 1985   | 89e - 98e   | Élu en 1964. Réélu en 1966. Réélu en 1968. Réélu en 1970. Réélu en 1972. Réélu en 1974. Réélu en 1976. Réélu en 1978. Réélu en 1980. Réélu en 1982. Retrait. | 1983–1993                                                                                             |
| Sonny Callahan (en)                                          | Républicain                                                  | 3 janvier 1985 - 3 janvier 2003   | 99e - 107e  | Élu en 1984. Réélu en 1986. Réélu en 1988. Réélu en 1990. Réélu en 1992. Réélu en 1994. Réélu en 1996. Réélu en 1998. Réélu en 2000. Retrait. | |
| Sonny Callahan (en)                                          | Républicain                                                  | 3 janvier 1985 - 3 janvier 2003   | 99e - 107e  | Élu en 1984. Réélu en 1986. Réélu en 1988. Réélu en 1990. Réélu en 1992. Réélu en 1994. Réélu en 1996. Réélu en 1998. Réélu en 2000. Retrait. | 1993–2003                                                                                             |
| Jo Bonner                                                    | Républicain                                                  | 3 janvier 2003 - 2 août 2013      | 108e - 113e | Élu en 2002. Réélu en 2004. Réélu en 2006. Réélu en 2008. Réélu en 2010. Réélu en 2012. Démissionne pour devenir vice-chancelier du Système universitaire de l'Alabama. | 2003–2013                                                                                             |
| Jo Bonner                                                    | Républicain                                                  | 3 janvier 2003 - 2 août 2013      | 108e - 113e | Élu en 2002. Réélu en 2004. Réélu en 2006. Réélu en 2008. Réélu en 2010. Réélu en 2012. Démissionne pour devenir vice-chancelier du Système universitaire de l'Alabama. | 2013–2023                                                                                             |
| Vacant                                                       | Vacant                                                       | 2 août 2013 - 8 janvier 2014      | 113e        | | |
| Bradley Byrne                                                | Républicain                                                  | 8 janvier 2014 - 3 janvier 2021   | 113e - 116e | Élu pour finir le mandat de Bonner. Réélu en 2014. Réélu en 2016. Réélu en 2018. Retrait pour se présenter au Sénat des États-Unis. | |
| Jerry Carl                                                   | Républicain                                                  | 3 janvier 2021 - 3 janvier 2025   | 117e, 118e  | Élu en 2020. Réélu en 2022. | 2023-2025                                                                                             |
| Barry Moore                                                  | Républicain                                                  | Depuis le 3 janvier 2025          | 119e        | Élu en 2024. | Depuis 2025                                                                                           |

## Résultats des récentes élections
Voici les résultats des dix précédents cycles électoraux dans le district.

### 2004
| Élection de 2004 du 1er district congressionnel de l'Alabama | Élection de 2004 du 1er district congressionnel de l'Alabama | Élection de 2004 du 1er district congressionnel de l'Alabama | Élection de 2004 du 1er district congressionnel de l'Alabama | Élection de 2004 du 1er district congressionnel de l'Alabama |
| ------------------------------------------------------------ | ------------------------------------------------------------ | ------------------------------------------------------------ | ------------------------------------------------------------ | ------------------------------------------------------------ |
| Parti                                                        | Parti                                                        | Candidat                                                     | Votes                                                        | %                                                            |
|                                                              | Républicain                                                  | Jo Bonner (sortant)                                          | 161 067                                                      | 63,12 %                                                      |
|                                                              | Démocrate                                                    | Judy McCain Belk                                             | 93 938                                                       | 36,81 %                                                      |
|                                                              | Write-in                                                     | Write-in                                                     | 159                                                          | 0,06 %                                                       |
| Total des votes                                              | Total des votes                                              | Total des votes                                              | 255 164                                                      | 100 %                                                        |
|                                                              | Les Républicains conservent                                  |                                                              |                                                              |                                                              |

### 2006
| Élection de 2006 du 1er district congressionnel de l'Alabama | Élection de 2006 du 1er district congressionnel de l'Alabama | Élection de 2006 du 1er district congressionnel de l'Alabama | Élection de 2006 du 1er district congressionnel de l'Alabama | Élection de 2006 du 1er district congressionnel de l'Alabama |
| ------------------------------------------------------------ | ------------------------------------------------------------ | ------------------------------------------------------------ | ------------------------------------------------------------ | ------------------------------------------------------------ |
| Parti                                                        | Parti                                                        | Candidat                                                     | Votes                                                        | %                                                            |
|                                                              | Républicain                                                  | Jo Bonner (sortant)                                          | 112 944                                                      | 68,10 %                                                      |
|                                                              | Démocrate                                                    | Vivian Beckerle                                              | 52 770                                                       | 31,82 %                                                      |
|                                                              | Write-in                                                     | Write-in                                                     | 127                                                          | 0,08 %                                                       |
| Total des votes                                              | Total des votes                                              | Total des votes                                              | 165 841                                                      | 100 %                                                        |
|                                                              | Les Républicains conservent                                  |                                                              |                                                              |                                                              |

### 2008
| Élection de 2008 du 1er district congressionnel de l'Alabama | Élection de 2008 du 1er district congressionnel de l'Alabama | Élection de 2008 du 1er district congressionnel de l'Alabama | Élection de 2008 du 1er district congressionnel de l'Alabama | Élection de 2008 du 1er district congressionnel de l'Alabama |
| ------------------------------------------------------------ | ------------------------------------------------------------ | ------------------------------------------------------------ | ------------------------------------------------------------ | ------------------------------------------------------------ |
| Parti                                                        | Parti                                                        | Candidat                                                     | Votes                                                        | %                                                            |
|                                                              | Républicain                                                  | Jo Bonner (sortant)                                          | 210 660                                                      | 98,27 %                                                      |
|                                                              | Write-in                                                     | Write-in                                                     | 3 707                                                        | 1,73 %                                                       |
| Total des votes                                              | Total des votes                                              | Total des votes                                              | 214 367                                                      | 100 %                                                        |
|                                                              | Les Républicains conservent                                  |                                                              |                                                              |                                                              |

### 2010
| Élection de 2010 du 1er district congressionnel de l'Alabama | Élection de 2010 du 1er district congressionnel de l'Alabama | Élection de 2010 du 1er district congressionnel de l'Alabama | Élection de 2010 du 1er district congressionnel de l'Alabama | Élection de 2010 du 1er district congressionnel de l'Alabama |
| ------------------------------------------------------------ | ------------------------------------------------------------ | ------------------------------------------------------------ | ------------------------------------------------------------ | ------------------------------------------------------------ |
| Parti                                                        | Parti                                                        | Candidat                                                     | Votes                                                        | %                                                            |
|                                                              | Républicain                                                  | Jo Bonner (sortant)                                          | 129 063                                                      | 82,58 %                                                      |
|                                                              | Constitution                                                 | David M. Walter                                              | 26 357                                                       | 16,87 %                                                      |
|                                                              | Write-in                                                     | Write-in                                                     | 861                                                          | 0,55 %                                                       |
| Total des votes                                              | Total des votes                                              | Total des votes                                              | 156 281                                                      | 100 %                                                        |
|                                                              | Les Républicains conservent                                  |                                                              |                                                              |                                                              |

### 2012
| Élection de 2012 du 1er district congressionnel de l'Alabama | Élection de 2012 du 1er district congressionnel de l'Alabama | Élection de 2012 du 1er district congressionnel de l'Alabama | Élection de 2012 du 1er district congressionnel de l'Alabama | Élection de 2012 du 1er district congressionnel de l'Alabama |
| ------------------------------------------------------------ | ------------------------------------------------------------ | ------------------------------------------------------------ | ------------------------------------------------------------ | ------------------------------------------------------------ |
| Parti                                                        | Parti                                                        | Candidat                                                     | Votes                                                        | %                                                            |
|                                                              | Républicain                                                  | Jo Bonner (sortant)                                          | 196 374                                                      | 97,86 %                                                      |
|                                                              | Write-in                                                     | Write-in                                                     | 4 302                                                        | 2,14 %                                                       |
| Total des votes                                              | Total des votes                                              | Total des votes                                              | 200 676                                                      | 100 %                                                        |
|                                                              | Les Républicains conservent                                  |                                                              |                                                              |                                                              |

### 2013 (Spéciale)
| Élection Spéciale de 2013 du 1er district congressionnel de l'Alabama | Élection Spéciale de 2013 du 1er district congressionnel de l'Alabama | Élection Spéciale de 2013 du 1er district congressionnel de l'Alabama | Élection Spéciale de 2013 du 1er district congressionnel de l'Alabama | Élection Spéciale de 2013 du 1er district congressionnel de l'Alabama |
| --------------------------------------------------------------------- | --------------------------------------------------------------------- | --------------------------------------------------------------------- | --------------------------------------------------------------------- | --------------------------------------------------------------------- |
| Parti                                                                 | Parti                                                                 | Candidat                                                              | Votes                                                                 | %                                                                     |
|                                                                       | Républicain                                                           | Bradley Byrne                                                         | 36 042                                                                | 70,66 %                                                               |
|                                                                       | Démocrate                                                             | Burton LeFlore                                                        | 14 968                                                                | 16,87 %                                                               |
| Total des votes                                                       | Total des votes                                                       | Total des votes                                                       | 51 010                                                                | 100 %                                                                 |
|                                                                       | Les Républicains conservent                                           |                                                                       |                                                                       |                                                                       |

### 2014
| Élection de 2014 du 1er district congressionnel de l'Alabama | Élection de 2014 du 1er district congressionnel de l'Alabama | Élection de 2014 du 1er district congressionnel de l'Alabama | Élection de 2014 du 1er district congressionnel de l'Alabama | Élection de 2014 du 1er district congressionnel de l'Alabama |
| ------------------------------------------------------------ | ------------------------------------------------------------ | ------------------------------------------------------------ | ------------------------------------------------------------ | ------------------------------------------------------------ |
| Parti                                                        | Parti                                                        | Candidat                                                     | Votes                                                        | %                                                            |
|                                                              | Républicain                                                  | Bradley Byrne (sortant)                                      | 103 758                                                      | 68,16 %                                                      |
|                                                              | Démocrate                                                    | Burton LeFlore                                               | 48 278                                                       | 31,71 %                                                      |
|                                                              | Write-in                                                     | Write-in                                                     | 198                                                          | 0,13 %                                                       |
| Total des votes                                              | Total des votes                                              | Total des votes                                              | 152 234                                                      | 100 %                                                        |
|                                                              | Les Républicains conservent                                  |                                                              |                                                              |                                                              |

### 2016
| Élection de 2016 du 1er district congressionnel de l'Alabama | Élection de 2016 du 1er district congressionnel de l'Alabama | Élection de 2016 du 1er district congressionnel de l'Alabama | Élection de 2016 du 1er district congressionnel de l'Alabama | Élection de 2016 du 1er district congressionnel de l'Alabama |
| ------------------------------------------------------------ | ------------------------------------------------------------ | ------------------------------------------------------------ | ------------------------------------------------------------ | ------------------------------------------------------------ |
| Parti                                                        | Parti                                                        | Candidat                                                     | Votes                                                        | %                                                            |
|                                                              | Républicain                                                  | Bradley Byrne (sortant)                                      | 208 083                                                      | 96,38 %                                                      |
|                                                              | Write-in                                                     | Write-in                                                     | 7 810                                                        | 3,62 %                                                       |
| Total des votes                                              | Total des votes                                              | Total des votes                                              | 215 893                                                      | 100 %                                                        |
|                                                              | Les Républicains conservent                                  |                                                              |                                                              |                                                              |

### 2018
| Élection de 2018 du 1er district congressionnel de l'Alabama | Élection de 2018 du 1er district congressionnel de l'Alabama | Élection de 2018 du 1er district congressionnel de l'Alabama | Élection de 2018 du 1er district congressionnel de l'Alabama | Élection de 2018 du 1er district congressionnel de l'Alabama |
| ------------------------------------------------------------ | ------------------------------------------------------------ | ------------------------------------------------------------ | ------------------------------------------------------------ | ------------------------------------------------------------ |
| Parti                                                        | Parti                                                        | Candidat                                                     | Votes                                                        | %                                                            |
|                                                              | Républicain                                                  | Bradley Byrne (sortant)                                      | 153 228                                                      | 63,16 %                                                      |
|                                                              | Démocrate                                                    | Robert Kennedy, Jr.                                          | 89 226                                                       | 36,78 %                                                      |
|                                                              | Write-in                                                     | Write-in                                                     | 163                                                          | 0,07 %                                                       |
| Total des votes                                              | Total des votes                                              | Total des votes                                              | 242 617                                                      | 100 %                                                        |
|                                                              | Les Républicains conservent                                  |                                                              |                                                              |                                                              |

### 2020
| Élection de 2020 du 1er district congressionnel de l'Alabama | Élection de 2020 du 1er district congressionnel de l'Alabama | Élection de 2020 du 1er district congressionnel de l'Alabama | Élection de 2020 du 1er district congressionnel de l'Alabama | Élection de 2020 du 1er district congressionnel de l'Alabama |
| ------------------------------------------------------------ | ------------------------------------------------------------ | ------------------------------------------------------------ | ------------------------------------------------------------ | ------------------------------------------------------------ |
| Parti                                                        | Parti                                                        | Candidat                                                     | Votes                                                        | %                                                            |
|                                                              | Républicain                                                  | Jerry Carl                                                   | 211 825                                                      | 64,37 %                                                      |
|                                                              | Démocrate                                                    | James Averhart                                               | 116 949                                                      | 35,54 %                                                      |
|                                                              | Write-in                                                     | Write-in                                                     | 301                                                          | 0,09                                                         |
| Total des votes                                              | Total des votes                                              | Total des votes                                              | 329 075                                                      | 100 %                                                        |
|                                                              | Les Républicains conservent                                  |                                                              |                                                              |                                                              |

### 2022
La primaire républicaine est annulée. Jerry Carl, le représentant républicain sortant, est désigné comme candidat.
| Élection de 2022 du 1er district congressionnel de l'Alabama | Élection de 2022 du 1er district congressionnel de l'Alabama | Élection de 2022 du 1er district congressionnel de l'Alabama | Élection de 2022 du 1er district congressionnel de l'Alabama | Élection de 2022 du 1er district congressionnel de l'Alabama |
| ------------------------------------------------------------ | ------------------------------------------------------------ | ------------------------------------------------------------ | ------------------------------------------------------------ | ------------------------------------------------------------ |
| Parti                                                        | Parti                                                        | Candidat                                                     | Votes                                                        | %                                                            |
|                                                              | Républicain                                                  | Jerry Carl (sortant)                                         | 140 592                                                      | 83,6 %                                                       |
|                                                              | Libertarien                                                  | Alexander Remrey                                             | 26 369                                                       | 15,6 %                                                       |
|                                                              | Write-in                                                     | Write-in                                                     | 1 189                                                        | 0,7 %                                                        |
| Total des votes                                              | Total des votes                                              | Total des votes                                              | 168 150                                                      | 100 %                                                        |
|                                                              | Les Républicains conservent                                  |                                                              |                                                              |                                                              |

### 2024
La primaire démocrate est annulée. Tom Holmes est désigné candidat.
| Primaire Républicaine de 20224 du 1er district congressionnel de l'Alabama | Primaire Républicaine de 20224 du 1er district congressionnel de l'Alabama | Primaire Républicaine de 20224 du 1er district congressionnel de l'Alabama | Primaire Républicaine de 20224 du 1er district congressionnel de l'Alabama | Primaire Républicaine de 20224 du 1er district congressionnel de l'Alabama |
| -------------------------------------------------------------------------- | -------------------------------------------------------------------------- | -------------------------------------------------------------------------- | -------------------------------------------------------------------------- | -------------------------------------------------------------------------- |
| Parti                                                                      | Parti                                                                      | Candidat                                                                   | Votes                                                                      | %                                                                          |
|                                                                            | Républicain                                                                | Barry Moore (sortant)                                                      | 53 956                                                                     | 51,7                                                                       |
|                                                                            | Républicain                                                                | Jerry Carl (sortant)                                                       | 50 312                                                                     | 48,3                                                                       |

| Élection de 2024 du 1er district congressionnel de l'Alabama | Élection de 2024 du 1er district congressionnel de l'Alabama | Élection de 2024 du 1er district congressionnel de l'Alabama | Élection de 2024 du 1er district congressionnel de l'Alabama | Élection de 2024 du 1er district congressionnel de l'Alabama |
| ------------------------------------------------------------ | ------------------------------------------------------------ | ------------------------------------------------------------ | ------------------------------------------------------------ | ------------------------------------------------------------ |
| Parti                                                        | Parti                                                        | Candidat                                                     | Votes                                                        | %                                                            |
|                                                              | Républicain                                                  | Barry Moore (sortant)                                        | 258 619                                                      | 78,4                                                         |
|                                                              | Démocrate                                                    | Tom Holmes                                                   | 70 929                                                       | 21,5                                                         |
|                                                              | Write-in                                                     | Write-in                                                     | 306                                                          | 0,1 %                                                        |
| Total des votes                                              | Total des votes                                              | Total des votes                                              | 329 854                                                      | 100 %                                                        |
|                                                              | Les Républicains conservent                                  |                                                              |                                                              |                                                              |